# Маркарян, Мкртыч Радикович
Мкртыч Радикович Маркарян (род. 14 ноября 1959, Ереван) — советский футболист, защитник.
В чемпионате СССР играл за команды «Арарат» Ереван (1980—1981, 1984—1988) и «Нистру» Кишинёв (1983). Всего провёл 159 матчей, забил 4 гола.